# Tunnel Dordtsche Kil
De Tunnel Dordtsche Kil is een spoortunnel in 's-Gravendeel en Dordrecht, in de Nederlandse provincie Zuid-Holland. De tunnel loopt onder de Dordtsche Kil en de A16. De tunnel maakt deel van de HSL-Zuid en ligt tussen de Tunnel Oude Maas en de Brug Hollandsch Diep.

## Bouwmethode
De tunnel is gebouwd als een afzinktunnel, met als diepste punt 18,70 meter -NAP. Het gedeelte van de tunnel dat onder de Dordtsche Kil ligt is als zinktunnel aangelegd, de rest van de tunnel volgens de openbouwputmethode. De tunnel bestaat uit afzinkelementen van 150 meter lang die in het bouwdok in Barendrecht gebouwd zijn, samen met de elementen voor de Tunnel Oude Maas. De elementen aan de bovenkant zijn bekleed met betonnen platen, om beschadigingen ten gevolge van een aanvaring met een schip te voorkomen en worden op zijn plaats gehouden door ballast. De tunnel bestaat uit twee gescheiden tunnelbuizen met elke 150 meter deuren in de tussenwand.

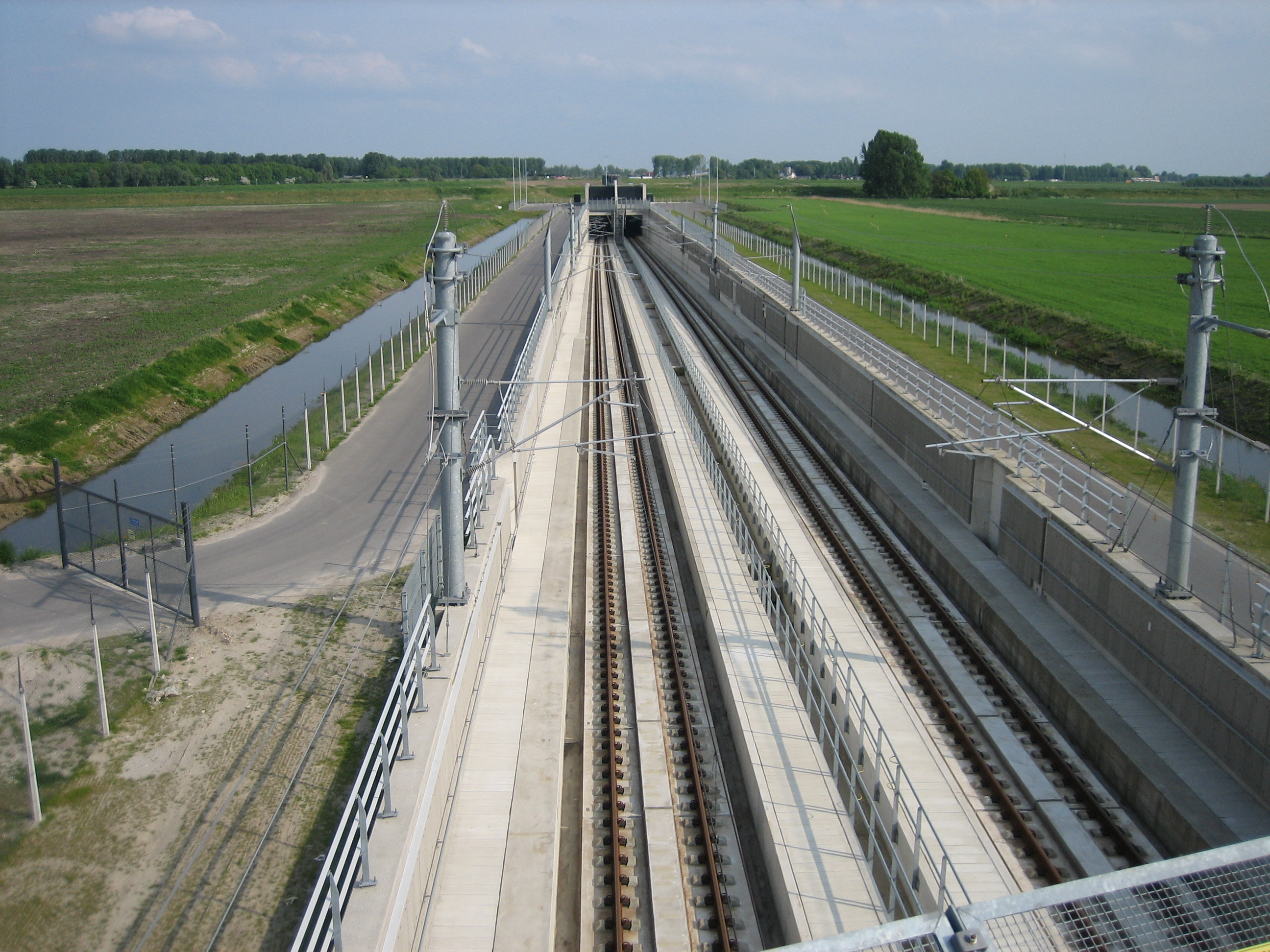
Tunnelinrit (2006)